# يوم التخدير العالمي
يوم التخدير العالمي، والمعروف أيضًا في بعض البلدان باسم يوم التخدير الوطني أو يوم الأثير، هو حدث سنوي يتم الاحتفال به في جميع أنحاء العالم في 16 أكتوبر من كل عام لإحياء ذكرى أول عرض ناجح للتخدير باستخدام ثنائي إيثيل الأثير بواسطة ويليام تي جي مورتون في 16 أكتوبر 1846.
يُعد هذا الحدث واحدًا من أهم الأحداث في تاريخ الطب، وقد حدث في غرفة العمليات المعروفة الآن باسم قبة الأثير في مستشفى ماساتشوستس العام، موطن كلية الطب بجامعة هارفارد. قد أتاح هذا الاكتشاف للمرضى الحصول على فوائد العلاج الجراحي دون الشعور بالألم المصاحب للعملية الجراحية. أقيمت فعاليات خاصة لإحياء ذكرى هذا التاريخ منذ عام 1903 على الأقل. يحتفل الاتحاد العالمي لجمعيات أطباء التخدير باليوم العالمي للتخدير سنويًا بمشاركة أكثر من 134 جمعية تمثل أطباء التخدير من أكثر من 150 دولة.